# Halloweentown II: Kalabar's Revenge
Halloweentown II: Kalabar's Revenge (titulada Halloweentown II: La venganza de Kalabar en Hispanoamérica y Halloweentown II: La venganza en España) es una película original de Disney Channel de 2001 dirigida por Mary Lambert y protagonizada por Kimberly J. Brown, Debbie Reynolds, Joey Zimmerman y Emily Roeske. 
Se estrenó el 12 de octubre de 2001 en Estados Unidos. 
Es la secuela de la película Halloweentown (1998) y la segunda película de la Halloweentown.

## Sinopsis
Esta cinta tiene lugar dos años después de la primera visita de Marnie a la mágica ciudad, ahora es Halloween de nuevo y Marnie se dispone a cruzar el mágico portal con su abuela, sin embargo, cuando llegan a la ciudad se percatan de que algo no va bien, todo se ve de un color grisáceo y sus criaturas han desaparecido, incluyendo a la gran calabaza gigante. Por otro lado descubren que no tienen forma de salir de allí, Kal el hijo de Kalabar, robó el libro mágico de Aggie y hechizó la ciudad. Desde este momento Marnie comienza una búsqueda desesperada del segundo libro mágico de su abuela, hasta que finalmente descubren que este había sido vendido a Kalabar hace muchos años, Marnie por sí sola logra abrir el portal al mundo mortal aunque para entonces ya es muy tarde, el tiempo se ha acabado.
Desde Halloweentown Marnie se contacta con sus hermanos y una vez más la familia Cromwell une sus poderes, esta vez para abrir el portal para siempre. Logrado su propósito Marnie se percata de que Kal ha lanzado otro hechizo más, toda la gente del mundo mortal ha sido transformada en aquello a lo que parodiaban con su disfraz, deberá emplear toda su magia para quitar los dos libros a Kal y una vez conseguido transformar a todos en mortales de nuevo.
Finalmente regresan a Halloweentown y con la re instauración de la gran calabaza, la ciudad recupera su esplendor.

## Reparto
- Kimberly J. Brown como Marnie Cromwell.
- Debbie Reynolds como Splendora Agatha "Aggie" Cromwell.
- Judith Hoag como Gwen Cromwell.
- Joey Zimmerman como Dylan Cromwell.
- Emily Roeske como Sophie Cromwell.
- Phillip Van Dyke como Luke.
- Daniel Kountz como Kal.
- Xantha Radley como Astrid.
- Peter Wingfield como Alex.
- Blu Mankuma como Gort.
- Richard Side como Benny.
- Jessica Lucas como la chica vampiro.